# Buchanania mangoides
Buchanania mangoides är en sumakväxtart som beskrevs av Ferdinand von Mueller. Buchanania mangoides ingår i släktet Buchanania och familjen sumakväxter. Inga underarter finns listade i Catalogue of Life.